# Звучна венечна носова съгласна
Звучната венечна носова съгласна е вид съгласен звук, използван в почти всички говорими езици. В Международната фонетична азбука той се отбелязва със символа n. В българския език е звук, много близък до обозначавания с „н“ (освен в смекчени позиции - пред „ю“, „я“ или „ь“), но учленен малко по-назад към венеца.
Звучната венечна носова съгласна се използва в езици като английски (nice, ), испански (nada, [ˈnäð̞ä]), немски (Lanze, [ˈlant͡sə]).